# Golf du Champ de Bataille
Le golf du Champ de Bataille est un parcours de golf situé au Neubourg dans l'Eure, en Normandie. 

## Accès au golf
- Accès en train : gare de Rouen-Rive-Droite
- Accès en avion : aéroport Rouen Vallée de Seine